# Kärrgrässnäcka
Kärrgrässnäcka (Vallonia enniensis) är en snäckart som först beskrevs av Gredler 1856.  Kärrgrässnäcka ingår i släktet Vallonia, och familjen grässnäckor. IUCN kategoriserar arten globalt som otillräckligt studerad. Enligt den svenska rödlistan är arten nationellt utdöd i Sverige. . Arten har tidigare förekommit i Götaland men är numera lokalt utdöd. Artens livsmiljö är våtmarker, jordbrukslandskap.